# Ефимия Илкова
Ефимия Мюзан Илкова е българска вокална и клавирна педагожка от белгийски произход. Преподавателка по хорово и солово пеене и пиано.
Родена е през 1876 година в белгийския град Лиеж. През 1897 година завършва специалост пеене и пиано в консерваторията в родния си град. Омъжва се за българин и веднага след дипломирането си идва да живее в София, където се включва дейно в музикалния живот. На различни рецитали изпълнява арии от оперите „Хугеноти“, „Лучия де Ламермур“, „Фауст“, „Травиата“ и други.
През учебната 1904/1905 година Ефимия Илкова работи като учител в Първа софийска девическа гимназия. 
През 1905 година тя постъпва на работа в основаното през есента на предната година Частно музикално училище, чийто първи директор е диригентът Николай Николаев, а сред другите преподаватели са композиторите Петко Наумов, Димитър Хаджигеоргиев и Добри Христов, клавирният педагог и диригент Хенрих Визнер, капелмайсторът Алоис Мацак, пианистката Мара Черен, оперният певец Димитър Попиванов, камерната певица Катя Стоянова, и други.
През 1912 година Частното училище е преобразувано в Държавно музикално училище, а през юли 1921 година – в Държавна музикална академия. Ефимия Илкова остава да работи в училището до смъртта си на 12 май 1921 година.
Сред учениците на Илкова са певиците Гюргя Пинджурова, Мара Василева, Мара Фратева, Мара Цибулка, Мария Милкова-Золотович, Мария Митович, Надя Свиларова, Елена Доскова-Рикарди, Златка Куртева.
През 1920 година за цялостната си преподавателска дейност Ефимия Илкова е наградена с Дамски орден за граждански заслуги II степен.